# Melanie Fischer
Melanie Fischer (27 gennaio 1986) è una calciatrice austriaca, centrocampista e capitano del Wacker Innsbruck.
In carriera oltre che giocare nel campionato austriaco si trasferì per due stagioni al giocando con il Bayern Monaco nel campionato tedesco professionistico di primo livello, la Frauen-Bundesliga, dall'estate 2004 a quella 2006. Ha inoltre più volte indossato la maglia della nazionale austriaca giocando la sua ultima partita il 19 novembre 2011 in occasione delle qualificazioni al campionato europeo di Svezia 2013.

## Palmarès
- ÖFB-Frauenliga: 2

Neulengbach: 2002-2003, 2003-2004
- ÖFB-Ladies-Cup: 2

Neulengbach: 2002-2003, 2003-2004